# Gangseo-gu, Seoul
Gangseo-gu är ett av de 25 stadsdistrikten (gu) i Sydkoreas huvudstad Seoul. Det ligger på den södra sidan av floden Han. Gimpo Airport ligger i Gonghang-dong, med främst inrikesflyg.

## Administrativ indelning
Administrativt är Gangseo-gu indelat i tjugo stadsdelar (dong):

- (Balsan-dong) (발산동 鉢山洞)
  - Balsan 1-dong
- (Banghwa-dong) (방화동 傍花洞)
  - Banghwa 1-dong
  - Banghwa 2-dong
  - Banghwa 3-dong
- (Deungchon-dong) (등촌동 登村洞)
  - Deungchon 1-dong
  - Deungchon 2-dong
  - Deungchon 3-dong
- (Gayang-dong) (가양동 加陽洞)
  - Gayang 1-dong
  - Gayang 2-dong
  - Gayang 3-dong
- Gonghang-dong (공항동 空港洞)
- (Hwagok-dong) (화곡동 禾谷洞)
  - Hwagok 1-dong
  - Hwagok 2-dong
  - Hwagok 3-dong
  - Hwagok 4-dong
  - Hwagok 6-dong
  - Hwagok 8-dong
  - Hwagokbon-dong
- Ujangsan-dong (우장산동 雨裝山洞)
- Yeomchang-dong (염창동 鹽倉洞)